# Villebazy
Villebazy é uma comuna francesa na região administrativa de Occitânia, no departamento de Aude. Estende-se por uma área de 12,18 km². Em 2010 a comuna tinha 134 habitantes (densidade: 11 hab./km²).